# Archie Langley

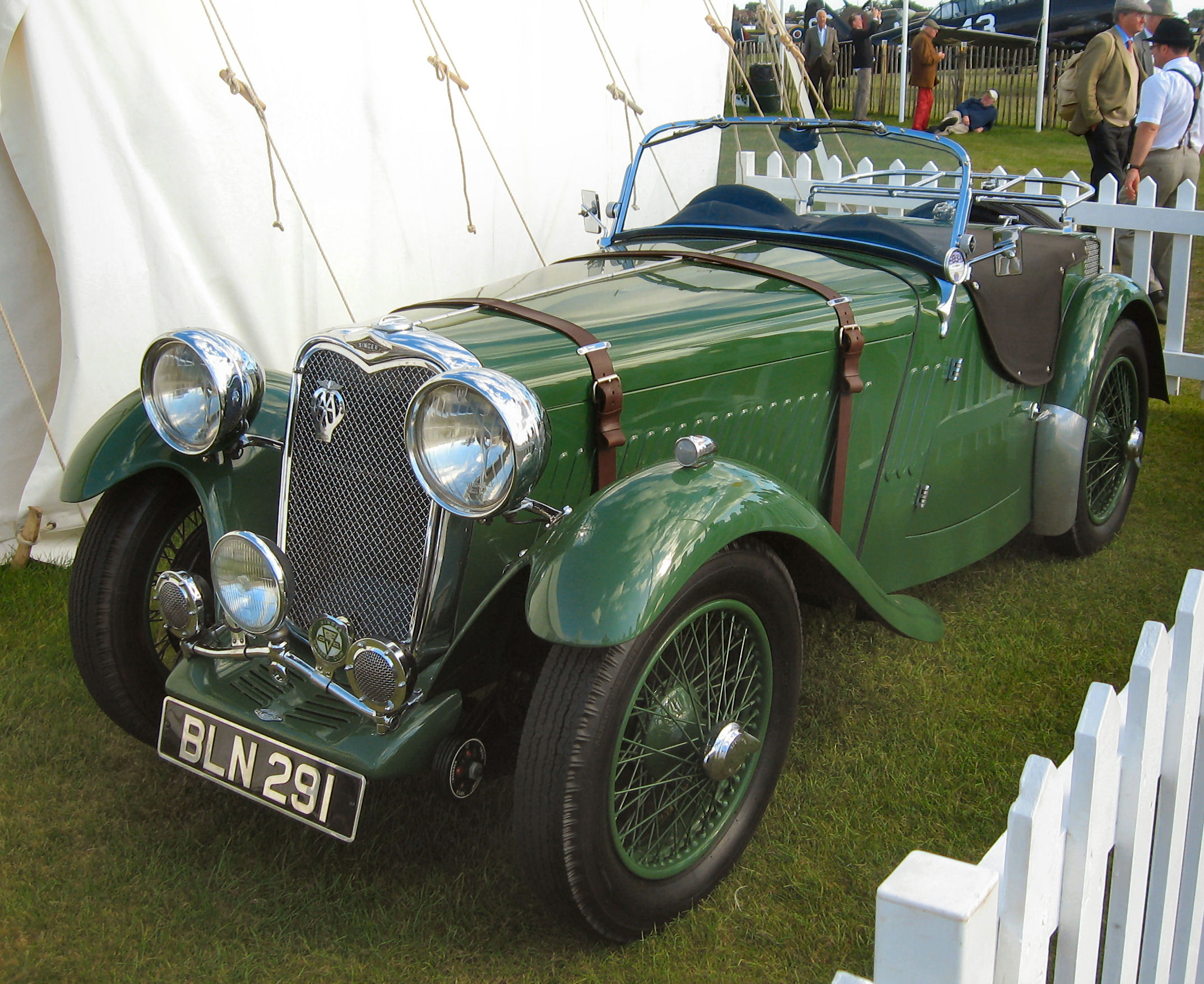
Der von Archie Langley beim 24-Stunden-Rennen von Le Mans 1934 gefahrene Singer 1½ litre Le Mans

Alfred „Archie“ Langley (* 13. Mai 1905 in Middlesbrough; † 1. November 1963 in Elmdon) war ein britischer Autorennfahrer.

## Karriere als Rennfahrer
Archie Langley ging in den 1930er-Jahren für die Werksmannschaft von Singer bei Sportwagenrennen an den Start. Dreimal fuhr er beim 24-Stunden-Rennen von Le Mans, jeweils mit Frank Stanley Barnes als Teamkollegen. Seine beste Platzierung im Schlussklassement war der achte Rang 1934. Abseits von Le Mans erreichte er 1937 den sechsten Rang beim 12-Stunden-Rennen von Donington.

## Statistik

### Le-Mans-Ergebnisse
| Jahr | Team                 | Fahrzeug                 | Teamkollege          | Platzierung | Ausfallgrund |
| ---- | -------------------- | ------------------------ | -------------------- | ----------- | ------------ |
| 1933 | Singer Motors        | Singer 9 Sports          | Frank Stanley Barnes | Rang 11     |              |
| 1934 | Frank Stanley Barnes | Singer 1½ litre Le Mans  | Frank Stanley Barnes | Rang 8      |              |
| 1935 | Frank Stanley Barnes | Singer 9 Le Mans Replica | Frank Stanley Barnes | Rang 16     |              |